# اوسازی آغاتیسه
اوسازی آغاتیسه (انگلیسی: Osazee Aghatise؛ زادهٔ ۱۲ نوامبر ۲۰۰۲) بازیکن فوتبال است.